# Уолтър Бърли Грифин
Уолтър Бърли Грифин (на английски: Walter Burley Griffin; 24 ноември 1876 г. в Мейуд (Илинойс), САЩ – 11 февруари 1937 г. в Лакнау, Индия) е американски архитект. Известен е основно като създател на градостроителните планове за изграждане на Канбера-столицата на Австралия.

## Биография
Грифин е роден на 24 ноември 1876 г. в семейството на застрахователния агент Джордж Грифин. Завършва училището в Оук Парк, където се е преместило семейството му и след това завършва архитектурния факултет на Университета на Илинойс в Ърбана-Шампейн. През 1899 Грифин получава степен бакалавър и отива в Чикаго, където започва работа като чертожник в групата от чикагски архитекти, близки до „Прерийно училище“ (на английски: Prairie School), архитектурен стил, разпространен главно в Средния запад на САЩ. Харесва Луис Хенри Съливан и неговите концепции за органична архитектура. През 1901 г., след като полага успешно изпита си за правото на самостоятелна работа, постъпва във фирмата на Франк Лойд Райт в Оук Парк, като едновременно работи по собствени проекти.
През 1905 г отношенията му с Райт се влошават и напуска за известно време, но се връща във фирмата, след като Райт отива в Европа. По това време работи по ландшафтни проекти на няколко къщи в Илинойс. По това време се запознава с архитектката Марион Махони, с която се женят след две години. След това те работят заедно и до 1914 г. проектират около 130 къщи и ландшафтни проекти. След като заедно със съпругата си печелят конкурса за изграждането на бъдещата столица на Австралия-Канбера, се преместват в Австралия и в продължение на шест години е управляващ дейността по строителството на новата столица. Поради постоянните конфликти с бюрократите при осъществяване на плановете си, в крайна сметка през 1920 г. напуска и се премества в Мелбърн. Там създават архитектурно бюро и участват в проектирането на предградието Castlecrag, където започват да живеят. През последните години Уолтър и Марион се увличат по мистицизма, теософията и антропософията. През 1935 г. Грифин отива в Индия, за да проектира библиотеката в Лакнау. Този проект не се осъществява, но Грифин остава в Индия, където през 1936 г. пристига и Мариот. Уолтър Грифин умира на 11 февруари 1937 г. от перитонит, пет дни след направената операция.

## Галерия
- Къща на William H. Emery, Jr., 1903
- Къща на Frederick Carter 1910
- Къща Page, 1912
- Къща Blythe-Rule, 1913
- Къща Ralph Griffin, 1913
- Къща Melson, 1914
- Къща Blythe, 1914